# Obracečka not
Obracečka not (v originále La Tourneuse de pages) je francouzský hraný film z roku 2006, který režíroval Denis Dercourt podle vlastního scénáře. Film měl premiéru na filmovém festivalu v Cannes v sekci Un Certain Regard dne 19. května 2006.

## Děj
Mélanie se pokusila o přijímací zkoušky na konzervatoř, ale kvůli vyrušení předsedkyní poroty neuspěla. O deset let později ji její šéf představil své ženě, pianistce, která byla právě tou předsedkyní poroty. Díky svému hudebnímu nadání se stává její obracečkou not a začne ovlivňovat její soukromý život.

## Obsazení
| Catherine Frot      | Ariane Fouchécourt |
| Déborah François    | Mélanie Prouvost   |
| Pascal Greggory     | pan Fouchécourt    |
| Clotilde Mollet     | Virginie           |
| Xavier de Guillebon | Laurent            |
| Christine Citti     | paní Prouvostová   |
| Jacques Bonnaffé    | pan Prouvost       |
| Martine Chevallier  | paní Onfray        |
| André Marcon        | pan Werker         |

## Ocenění
- César: nejlepší filmová hudba (Jérôme Lemonnier), nejslibnější herečka (Déborah François), nejlepší herečka (Catherine Frot)
- Velká cena Unie filmových kritiků